# Otoniel Gonzaga
Otoniel Gonzaga (Iloílo, 31 de julio de 1942-Viena, 13 de enero de 2018) fue un tenor filipinoestadounidense. 
Estudió en el Curtis Institute of Music en Filadelfia, con el tenor británico Richard Lewis y la soprano estadounidense Margaret Harshaw. Posteriormente siguió sus estudios en el mismo instituto con el profesor John Lester. Cuando cursaba segundo año ganó el primer premio en el Concurso Internacional de Canto Marian Anderson en Filadelfia y dos años después ganó el tercer premio en el Concurso Internacional de Canto ARD en Múnich (Alemania).
Ya estando en Alemania inició su carrera internacional, recibió su primer contrato en la Ópera Municipal de Trier, una pequeña compañía en donde estuvo algunos años. Posteriormente fue contratado en Augsburgo y finalmente en Fráncfort. Allí estuvo diez años.
En 2001 la Universidad Central de Filipinas le otorgó el título honorífico de Doctor en Música y en 2007 fue galardonado con la Orden al Mérito Presidencial otorgado por la presidenta de Filipinas Gloria Macapagal-Arroyo.